# Volksabstimmungen in der Schweiz 1998
Dieser Artikel bietet eine Übersicht der Volksabstimmungen in der Schweiz im Jahr 1998.
In der Schweiz fanden 1998 auf Bundesebene zehn Volksabstimmungen statt, im Rahmen dreier Urnengänge am 7. Juni, 27. September und 29. November. Dabei handelte es sich um drei obligatorische Referenden, vier Volksinitiativen und drei fakultative Referenden.

## Abstimmungen am 7. Juni 1998

### Ergebnisse
| Nr. | Vorlage | Art | Stimm- berechtigte | Abgegebene Stimmen | Beteiligung | Gültige Stimmen | Ja        | Nein      | Ja-Anteil | Nein-Anteil | Stände | Ergebnis |
| --- | --- | --- | ------------------ | ------------------ | ----------- | --------------- | --------- | --------- | --------- | ----------- | ------ | -------- |
| 439 | Bundesbeschluss über Massnahmen zum Haushaltsausgleich                                                       | OR  | 4'629'396          | 1'894'433          | 40,92 %     | 1'810'815       | 1'280'329 | 0'530'486 | 70,70 %   | 29,30 %     | 23:0   | ja       |
| 440 | Eidgenössische Volksinitiative «zum Schutz von Leben und Umwelt vor Genmanipulation (Gen-Schutz-Initiative)» | VI  | 4'629'396          | 1'913'034          | 41,32 %     | 1'877'266       | 0'624'964 | 1'252'302 | 33,29 %   | 66,71 %     | 0:23   | nein     |
| 441 | Eidgenössische Volksinitiative «S.o.S. – Schweiz ohne Schnüffelpolizei»                                      | VI  | 4'629'396          | 1'897'624          | 40,99 %     | 1'834'144       | 0'451'089 | 1'383'055 | 24,59 %   | 75,41 %     | 0:23   | nein     |

### Haushaltsziel 2001
Angesichts des massiv gestiegenen Staatsdefizits präsentierte der Bundesrat im Juni 1997 ein finanzpolitisches Gesamtkonzept zur Sanierung des Bundeshaushalts und schlug dem Parlament vor, eine befristete Übergangsbestimmung in die Bundesverfassung aufzunehmen. Das «Haushaltsziel 2001» sah vor, das Defizit bis zum Jahr 2001 schrittweise auf eine Milliarde Franken zu reduzieren. Bei schlechter Wirtschaftslage war eine Nachfrist von höchstens zwei Jahren vorgesehen. Innerhalb dieser zwei Jahre sollte der Haushalt über ein Sparpaket zwingend ausgeglichen werden müssen. Dabei würde das Parlament die Möglichkeit erhalten, die bundesrätlichen Sparvorschläge im Einzelnen abzuändern, wäre jedoch an den Gesamtsparbetrag gebunden. Gegen den Widerstand der linken Parteien, die vor einer «Sparhysterie» warnten, verabschiedete das Parlament die leicht modifizierte Vorlage. Neben den Linken gehörten auch die Gewerkschaften und die Lega dei Ticinesi zu den Gegnern. Sie befürchteten, dass die bürgerlichen Parteien die Sparmassnahmen hauptsächlich bei den Sozialwerken durchsetzen würden, dass der Verfassungsartikel den Konjunkturaufschwung abwürge und dass die Budgethoheit teilweise an den Bundesrat delegiert würde. Die Befürworter wiederum warfen der Gegenseite vor, sich inkonsequent und politisch nicht verantwortbar zu verhalten. Die Schuldenwirtschaft gefährde die Handlungsfähigkeit des Staates und längerfristig die Sozialwerke. Über zwei Drittel der Abstimmenden und alle Kantone stimmten der Vorlage zu, deutlicher als erwartet.

### Gen-Schutz-Initiative
Noch vor Annahme des Verfassungsartikels zur Fortpflanzungsmedizin und Gentechnologie am 17. Mai 1992 bildeten sich zwei Initiativkomitees, die das Ziel verfolgten, die Anwendungsbereiche noch weiter einzuschränken. Eines davon stand unter der Führung der «Schweizerischen Arbeitsgruppe Gentechnologie». Ihre im Oktober 1993 eingereichte Volksinitiative wollte den Bund dazu verpflichten, Vorschriften gegen Missbräuche und Gefahren durch genetische Veränderung am Erbgut von Tieren, Pflanzen und anderen Organismen zu erlassen. Die Herstellung, der Erwerb und die Weitergabe genetisch veränderter Tiere, die Freisetzung genetisch veränderter Organismen in die Umwelt sowie die Erteilung von Patenten für genetisch veränderte Tiere und Pflanzen sollten untersagt werden. Sowohl der Bundesrat als auch das Parlament wiesen das Begehren zurück. In den Wochen vor der Volksabstimmung entbrannte eine heftige, emotional aufgeladene Debatte. Abgesehen von den bürgerlichen Parteien und der Pharmaindustrie, die geschlossen gegen die Initiative antraten, präsentierte der Abstimmungskampf ein Bild der Zerrissenheit. Insbesondere die SP war tief gespalten. Die Position der Bauern war von internen Flügelkämpfen zwischen konventionellen und biologischen Bauern geprägt; erst nach langen Diskussionen rang sich der Bauernverband zu einer Nein-Parole durch. Letztlich konnten sich die Argumente der Gegner durchsetzen, wonach die Initiative die Forschung an bisher unheilbaren Krankheiten lähme, Chancen verhindere und Arbeitsplätze gefährde. Angesichts der Ausgangslage scheiterte die Vorlage überraschend deutlich; zwei Drittel der Abstimmenden und alle Kantone lehnten sie ab.

### S.o.S. – Schweiz ohne Schnüffelpolizei
Das Auffliegen des Fichenskandals im Jahr 1989 erschütterte das Vertrauen vieler Bürger in den Staat – nicht zuletzt weil die Verantwortlichen während des Kalten Kriegs den linken Organisationen und vielen ihrer Anhänger pauschal vorgeworfen hatten, «unterwandert» zu sein. Im Oktober 1991 reichte das Komitee «Schluss mit dem Schnüffelstaat» eine Volksinitiative ein. Sie verlangte die Abschaffung der Politischen Polizei und dass keine Person bei der Wahrnehmung ihrer ideellen oder politischen Rechte überwacht werden dürfe. Der Bundesrat präsentierte im März 1994 als indirekten Gegenvorschlag ein neues Gesetz über die Wahrung der inneren Sicherheit. Dieses sollte in erster Linie die vorbereitende Informationsbeschaffung der Polizeibehörden in Bereichen mit «ernsthaftem Gefahrenpotential für die innere Sicherheit» regeln, während das Sammeln von Daten über legale politische Aktivitäten verboten werden sollte. Beide Parlamentskammern nahmen das Gesetz an und empfahlen die Ablehnung der Initiative. In der Abstimmungskampagne warf die Vorlage keine hohen Wellen, da die linken Parteien und vor allem die SP sich nur halbherzig dafür einsetzten. Für die Gegner war die Initiative überflüssig, da die meisten Forderungen mit dem neuen Staatsschutzgesetz bereits erfüllt seien. Die Initiative sei auch gefährlich, weil bei der Bekämpfung der organisierten Kriminalität nicht auf präventive Ermittlungen verzichtet werden könne. Drei Viertel der Abstimmenden und alle Kantone lehnten die Vorlage ab. Das Staatsschutzgesetz trat daraufhin am 1. Juli 1998 in Kraft.

## Abstimmungen am 27. September 1998

### Ergebnisse
| Nr. | Vorlage | Art | Stimm- berechtigte | Abgegebene Stimmen | Beteiligung | Gültige Stimmen | Ja        | Nein      | Ja-Anteil | Nein-Anteil | Stände | Ergebnis |
| --- | --- | --- | ------------------ | ------------------ | ----------- | --------------- | --------- | --------- | --------- | ----------- | ------ | -------- |
| 442 | Bundesgesetz über eine leistungsabhängige Schwerverkehrsabgabe (Schwerverkehrsabgabegesetz)                           | FR  | 4'637'498          | 2'402'260          | 51,80 %     | 2'370'105       | 1'355'735 | 1'014'370 | 57,20 %   | 42,80 %     | –      | ja       |
| 443 | Eidgenössische Volksinitiative «für preisgünstige Nahrungsmittel und ökologische Bauernhöfe» (Kleinbauern-Initiative) | VI  | 4'637'498          | 2'391'658          | 51,57 %     | 2'329'464       | 0'535'873 | 1'793'591 | 23,00 %   | 77,00 %     | 0:23   | nein     |
| 444 | Eidgenössische Volksinitiative «für die 10. AHV-Revision ohne Erhöhung des Rentenalters»                              | VI  | 4'637'498          | 2'394'024          | 51,62 %     | 2'348'105       | 0'973'966 | 1'374'139 | 41,48 %   | 58,52 %     | 5:18   | nein     |

### Schwerverkehrsabgabegesetz
1994 hatten Volk und Stände die Verfassungsgrundlage zur Einführung einer leistungsabhängigen Schwerverkehrsabgabe (LSVA) angenommen. Bereits ein Jahr später gab der Bundesrat den Entwurf für ein entsprechendes Gesetz in die Vernehmlassung, der jedoch auf wenig Zustimmung stiess. Kritikpunkte waren die fehlende Kompatibilität mit der Europäischen Union, die Bemessungsgrundlage und das Fehlen eines technisch ausgereiften Erfassungssystems. Der Bundesrat zog den Entwurf zurück und präsentierte im September 1996 eine überarbeitete Version. In der parlamentarischen Debatte gab es zwischen beiden Kammern Meinungsverschiedenheiten bezüglich der Höhe der Abgaben. Schliesslich setzte sich im Differenzbereinigungsverfahren ein Kompromissvorschlag aus den Reihen der FDP durch. Ein Drittel der Einnahmen sollte an die Kantone gehen, der Rest der Finanzierung von Eisenbahnprojekten dienen. Zudem sollte der Bundesrat die Kompetenz erhalten, die LSVA eigenständig der Teuerung anzupassen. Gegen das Gesetz ergriff der Nutzfahrzeugverband das Referendum. Zu den Gegnern gehörten auch die SVP, die LPS und der Gewerbeverband. Sie befürchteten schwere wirtschaftliche Einbussen für das Transportgewerbe und den Verlust von Arbeitsplätzen. Die Befürworter hielten dem entgegen, die LSVA sei das Rückgrat der vom Volk beschlossenen Verkehrsverlagerungspolitik. Von einem Ja hänge auch der Abschluss der bilateralen Verträge mit der Europäischen Union ab, denn nur so könne die Schweiz die geforderte Erhöhung der Lastwagen-Gewichtslimite und die damit verbundene Zunahme des Schwerverkehrs überhaupt verkraften. Eine überraschend deutliche Mehrheit der Abstimmenden nahm die Vorlage an, wobei gemäss Nachbefragung vor allem ökologische Motive den Ausschlag gaben.

### Kleinbauern-Initiative
Die Vereinigung zum Schutz der kleinen und mittleren Bauern reichte im Juni 1994 eine Volksinitiative ein, die eine grundlegende Änderung der Agrarpolitik forderte. Landwirtschaftsbetriebe sollten zu einer naturnahen und tierfreundlichen Produktion verpflichtet werden. Falls sie diese Bedingungen erfüllen, hätten sie zur Abgeltung ihrer Leistungen Anspruch auf Direktzahlungen, soweit diese zur Erreichung eines angemessenen Einkommens erforderlich sind. Als Schutzmassnahmen für landwirtschaftliche Erzeugnisse wären ausschliesslich Direktzahlungen sowie Zölle ohne jegliche zusätzlichen Abgaben zulässig. Die Direktzahlungen an die Betriebe würden mindestens 3000 Franken pro Hektar betragen, maximal jedoch 50'000 Franken pro Betrieb. Mit Verweis auf den 1996 angenommenen Landwirtschaftsartikel wiesen Bundesrat und Parlament das Begehren zurück. Unterstützung erhielten die Initianten von den Grünen, den Schweizer Demokraten und der Lega dei Ticinesi sowie vom Detailhandelsunternehmen Denner. Ihnen zufolge würde die Initiative dazu führen, dass die Steuerzahler Überproduktion und umweltschädliche Methoden nicht mehr finanzieren müssten, wodurch auch die Konsumentenpreise sinken würden. Nach Meinung der Gegner würde die geforderte staatliche Einkommensgarantie die Landwirte gegenüber anderen Berufsgruppen unverhältnismässig bevorzugen. Ausserdem sei mit dem Landwirtschaftsartikel die Grundlage für eine nachhaltige und wettbewerbsfähige Landwirtschaft bereits geschaffen worden. Mehr als drei Viertel der Abstimmenden und alle Kantone verwarfen die Vorlage.

### AHV-Revision ohne höheres Rentenalter
Auf Reaktion auf den zustimmenden Beschluss des Parlaments zur zehnten AHV-Revision reichten die SP und der Schweizerische Gewerkschaftsbund im September 1995 eine Volksinitiative ein. Die Initianten begrüssten zwar Neuerungen wie Ehegattensplitting oder Erziehungs- und Betreuungsgutschriften, verlangten aber mit ihrem Begehren, dass die umstrittene Erhöhung des Frauen-Rentenalters von 62 auf 64 Jahre bis zum Inkrafttreten einer allfälligen elften AHV-Revision rückgängig gemacht wird. Der Bundesrat wies die Initiative zurück und hielt es für falsch, mit ihr die Ausgangslage der laufenden Reform einzuschränken. Die Mehrheit des Parlaments folgte dieser Einschätzung, nachdem die zuständige Nationalratskommission noch eine Annahme empfohlen hatte. Unterstützung erhielt die Initiative von kleineren Links- und Mitte-Parteien, weiteren gewerkschaftlichen Organisationen und auch von der Lega dei Ticinesi. Es sei unredlich gewesen, die Stimmberechtigten neben den unbestrittenen Neuerungen gleichzeitig auch über die Erhöhung des Rentenalters abstimmen zu lassen. Bürgerliche und rechte Parteien sowie die Wirtschaftsverbände bezeichneten die Initiative als «Rosinenpickerei». Bei ihrer Annahme würden der AHV-Kasse jährlich Einnahmen von mindestens 700 Millionen Franken entgehen. Knapp drei Fünftel der Abstimmenden lehnten die Initiative ab; Zustimmung fand sie in den Kantonen der Romandie sowie im Tessin.

## Abstimmungen am 29. November 1998

### Ergebnisse
| Nr. | Vorlage                                                                                       | Art | Stimm- berechtigte | Abgegebene Stimmen | Beteiligung | Gültige Stimmen | Ja        | Nein      | Ja-Anteil | Nein-Anteil | Stände | Ergebnis |
| --- | --------------------------------------------------------------------------------------------- | --- | ------------------ | ------------------ | ----------- | --------------- | --------- | --------- | --------- | ----------- | ------ | -------- |
| 445 | Bundesbeschluss über Bau und Finanzierung von Infrastrukturvorhaben des öffentlichen Verkehrs | OR  | 4'638'305          | 1'777'023          | 38,31 %     | 1'739'008       | 1'104'294 | 0'634'714 | 63,50 %   | 36,50 %     | 20½:2½ | ja       |
| 446 | Bundesbeschluss über einen befristet geltenden, neuen Getreideartikel                         | OR  | 4'638'305          | 1'763'920          | 38,03 %     | 1'660'058       | 1'318'585 | 0'341'473 | 79,43 %   | 20,57 %     | 23:0   | ja       |
| 447 | Eidgenössische Volksinitiative «für eine vernünftige Drogenpolitik»                           | VI  | 4'638'305          | 1'779'697          | 38,37 %     | 1'743'521       | 0'453'451 | 1'290'070 | 26,01 %   | 73,99 %     | 0:23   | nein     |
| 448 | Bundesgesetz über die Arbeit in Industrie, Gewerbe und Handel (Arbeitsgesetz)                 | FR  | 4'638'305          | 1'767'694          | 38,11 %     | 1'692'989       | 1'072'978 | 0'620'011 | 63,38 %   | 36,62 %     | –      | ja       |

### Finanzierung des öffentlichen Verkehrs
Veränderte wirtschaftliche Rahmenbedingungen zwangen den Bundesrat Mitte der 1990er Jahre zu einer Neukonzeption der Finanzierung von Grossprojekten im Schienenverkehr. In einer im Juni 1996 präsentierten Botschaft schlug er vor, vier Projekte prioritär zu verwirklichen: Bahn 2000, die Neue Eisenbahn-Alpentransversale (ohne Zufahrtsstrecken), den Anschluss der Romandie ans französische TGV-Netz und die Lärmsanierung der bestehenden Strecken. Zu ihrer Finanzierung sollte der FinöV-Fonds geschaffen werden, um jede Konkurrenzierung der für den Strassenbau vorgesehenen Mittel auszuschliessen. Gespeist werden sollte der Fonds durch Erhöhungen des Treibstoffzolls, mit der Schwerverkehrsabgabe, aus Mitteln der Mineralölsteuer und mit einer befristeten Erhöhung der Mehrwertsteuer. Dafür erforderlich war eine Verfassungsänderung und somit ein obligatorisches Referendum. Das Parlament verabschiedete die Vorlage, verzichtete aber auf eine höhere Besteuerung der Treibstoffe. Die Befürworter betonten die wirtschaftlichen, verkehrspolitischen und umweltpolitischen Vorteile. Sie waren sich auch darin einig, dass mit dem Bau der NEAT eine wichtige Voraussetzung für den Fortbestand der bilateralen Verträge mit der EU und für die Verlagerung des Schwerverkehrs auf die Schiene erfüllt wird. Die SVP, die Schweizer Demokraten und der Touring Club Schweiz stellten sich gegen die Vorlage. Sie bezeichneten die Grossprojekte als Fass ohne Boden und kritisierten, dass das Parlament trotz der schlechten Finanzlage des Bundes an beiden NEAT-Basistunneln festgehalten habe. Ebenso würden die Automobilisten zu stark belastet. Fast zwei Drittel der Abstimmenden nahmen die Vorlage an, Nein-Mehrheiten verzeichneten nur die Kantone Appenzell Ausserrhoden, Appenzell Innerrhoden, Obwalden und Thurgau.

### Getreideartikel
Im Rahmen der zweiten Etappe der Landwirtschaftsreform «Agrarpolitik 2002» schlug der Bundesrat im Juni 1996 vor, den Getreideartikel der Bundesverfassung zu revidieren und so die anvisierte Liberalisierung im Brotgetreidemarkt voranzutreiben. Zu diesem Zweck sollte der Bund von der Pflicht entbunden werden, Brotgetreidevorräte zur Sicherung der Landesversorgung anzulegen sowie inländisches Getreide zu einem Preis zu übernehmen, der die Erhaltung des Getreideanbaus und des einheimischen Müllereigewerbes ermöglicht. Ebenso sollte die Preiskontrolle für Brot, Getreide und Backmehl aufgehoben werden. Stattdessen sollte ein bis Ende 2003 befristeter Verfassungsartikel den schrittweisen Übergang zu einem freien Markt ermöglichen. Das Parlament stimmte der Vorlage zu, und mit Ausnahme der Schweizer Demokraten unterstützten alle Parteien die Vorlage. Die Befürworter argumentierten, die Preise für inländisches Brotgetreide seien zu hoch und müssten dringend dem europäischen Preisniveau angepasst werden. Nur so könne die schweizerische Landwirtschaft konkurrenzfähig bleiben. Ausserdem seien die aus der Zeit vor dem Zweiten Weltkrieg stammenden Bedingungen längst nicht mehr zeitgemäss. Fast vier Fünftel der Abstimmenden und alle Kantone waren ebenfalls dieser Ansicht und nahmen die Vorlage an.

### Vernünftige Drogenpolitik
Die Arbeitsgemeinschaft für Drogenlegalisierung (Droleg) reichte im November 1994 mit Unterstützung der Grünen und der SP eine Volksinitiative ein. Im Gegensatz zu der im September 1997 abgelehnten Volksinitiative «Jugend ohne Drogen» strebte sie eine weitgehende Liberalisierung der damaligen Drogenpolitik an. Der Konsum von Betäubungsmitteln sollte straffrei werden. Zudem sollte dem Staat die Aufgabe übertragen werden, durch die Erteilung von genügend Konzessionen die Produktion von Betäubungsmitteln zu organisieren und den Markt ausreichend damit zu versorgen, wobei der Schutz der Jugend zu wahren wäre. Ein Teil der aus dem legalisierten Drogenhandel erzeugten Steuereinnahmen sollte für die Prävention und die Therapie eingesetzt werden. Neben den oben genannten Organisationen unterstützte nur die PdA die Initiative, während die Lega dei Ticinesi Stimmfreigabe beschloss. Die Befürworter argumentierten in erster Linie, dass ein staatlich kontrollierter Drogenhandel den Schwarzmarkt mangels Gewinnmöglichkeiten zerschlagen würde und Staat, Wirtschaft und Private Unsummen an Geld sparen könnten. Die Befürworter waren der Meinung, dass die Initiative im Sinne der Volksgesundheit abzulehnen sei. Ausserdem sei die Vorstellung illusorisch, dass mit einer Legalisierung harter Drogen der Schwarzmarkt effizient bekämpft werden könne. Erwartungsgemäss scheiterte die Initiative deutlich: Fast drei Viertel der Abstimmenden und alle Kantone lehnten sie ab.

### Änderung des Arbeitsgesetzes
Nach mehrjährigen Vorarbeiten scheiterte im Dezember 1996 die Lockerung des Sonntags-Nachtarbeitsverbots am Widerstand von Gewerkschaften, Frauen und kirchlichen Kreisen. Unmittelbar darauf reichten die CVP und die SP Vorstösse ein, die, wie ursprünglich vom Bundesrat vorgeschlagen, als Kompensation einen Zeitzuschlag verlangten. Im Dezember 1997 präsentierte der Bundesrat einen entsprechenden Gesetzesentwurf. Er enthielt die zuvor unbestrittenen Bestimmungen sowie entschärfte Regelungen bei den umstrittenen Punkten der Revision von 1996. Diese betrafen neben dem Zeitzuschlag die Arbeit am Abend und die Überzeitarbeit; ausserdem wurde die Liberalisierung des Sonntagsverkaufs fallengelassen. Nachdem das Parlament das geänderte Gesetz verabschiedet hatte, brachten Gewerkschaften aus der Romandie und die Gewerkschaft Druck und Papier das Referendum zustande. Unterstützung erhielten sie jedoch nur von der PdA und den Schweizer Demokraten. Die Gegner warfen dem Parlament vor, dem Volk fast dasselbe Gesetz wie 1996 vorzulegen und damit den Schutz der Arbeitnehmer aufzuweichen. Insbesondere kritisierten sie die Aufhebung des Nachtarbeitsverbots für Frauen und verlangten eine strikte Begrenzung. Die Befürworter, zu denen fast alle anderen Parteien gehörten, hielten eine Flexibilisierung der Arbeitszeit zur Stärkung der Wettbewerbsfähigkeit der Schweiz für unumgänglich. Ausserdem würden die gesundheitlichen und sozialen Anliegen der Arbeitnehmer besser berücksichtigt als bei der abgelehnten Vorlage. Knapp zwei Drittel der Abstimmenden waren ebenfalls dieser Ansicht und stimmten Ja.